# Ланге, Эндрю
Эндрю Ланге (англ. Andrew E. Lange; 23 июня 1957 — 22 января 2010) — американский учёный. Труды в основном посвящены астрофизике. Получил известность созданием аппаратуры для улавливания реликтового излучения, исследованиями по инфляционной модели Вселенной, и участием в создании космической обсерватории Планк.
Член Национальной академии наук США (2004) и Американской академии искусств и наук (2005). Именной профессор (Goldberger Professor) физики Калтеха.
Награды и отличия
- Мемориальная лекция Манне Сигбана (2001)
- Премия Бальцана одноимённого международного фонда (2006, совместно с Паоло де Бернардисом)[4]
- Премия Дэна Дэвида (2009)[5]